# Huštěnovice
Huštěnovice település Csehországban, a Uherské Hradiště-i járásban. Huštěnovice Staré Město, Jalubí, Kněžpole és Babice településekkel határos. Lakosainak száma 1003 fő (2024. január 1.).

## Népesség
A település lakosságának változását az alábbi diagram mutatja:
| Lakosok száma | 833  | 909  | 1013 | 1158 | 1068 | 1002 | 997  | 986  | 995  | 1003 |
|               | 1869 | 1890 | 1921 | 1950 | 1980 | 2001 | 2017 | 2019 | 2022 | 2024 |